# Courbe tracée sur une surface
En géométrie différentielle, une courbe tracée sur une surface Σ est une application différentiable {\displaystyle c:I\to \mathbb {R} ^{3}} d'image {\displaystyle c(I)} contenue dans Σ.

## Exemples remarquables

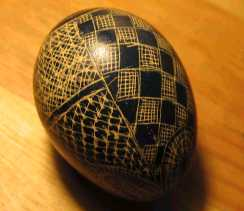
Un œuf de Pâques.

- Sur la sphère unité S2 de ℝ3, un grand cercle est la trace sur S2 d'un plan vectoriel. C'est la courbe tracée sur S2 donnée par{\displaystyle c:\theta \mapsto (\cos \theta )~V+(\sin \theta )~W}où V et W sont deux vecteurs unitaires orthogonaux.
- Sur une surface Σ, une géodésique est une courbe c tracée sur Σ dont l'accélération {\displaystyle c''(t)} est orthogonale à Σ. Les grands cercles sur les sphères sont des géodésiques. Ce sont les seules.
- À Pâques, les artistes dessinent sur des œufs. Les motifs dorés ci-contre sont des courbes tracées sur la coquille.
- Plus généralement, les dessins sur les objets consistent en des remplissages de domaines délimités par des courbes tracées sur la surface de l'objet.

## Propriétés métriques
L'utilisation de courbes tracées sur une surface Σ permet de faire le lien entre courbure d'une courbe et seconde forme fondamentale II de Σ, objet mathématique permettant le calcul des courbures principales de Σ.

Si c est une courbe tracée sur la surface, {\displaystyle P=c(0)} et {\displaystyle V=c'(0)}, alors {\displaystyle \mathrm {II} _{P}(V)} est la composante normale à Σ de l'accélération {\displaystyle c''(0)} :
{\displaystyle \mathrm {II} _{P}(V)=\langle c''(0)|\nu (P)\rangle .}